# Archibald Douglas (5e comte d'Angus)
Pour les articles homonymes, voir Archibald Douglas.
Archibald Douglas (vers 1449 – fin octobre 1513), 5e comte d'Angus, surnommé « Bell the Cat », est un important baron écossais de la fin du Moyen Âge.

## Biographie
Il est le fils de Georges Douglas († v. 1417-1463), 4e comte d'Angus à qui il succède ; et de sa femme Isabel Sibbald, fille de Sir John Sibbald de Balgonie en Fife.
Il capture et fait pendre en 1482 le chancelier et favori du roi Jacques III, Robert Cochrane. Après la mort du roi à la bataille de Sauchieburn en 1488, Il devient ensuite lui-même chancelier d'Écosse (1493-1498) et le noble le plus puissant du royaume.
Il perd deux fils, dont son héritier Georges Douglas, Maître d'Angus, lors de la bataille de Flodden Field. À sa mort il a comme successeur le 6e comte d'Angus son petit-fils Archibald Douglas.

## Unions et postérité
Archibald Douglas se marie deux fois. Le 4 mars 1468, il épouse Elizabeth († 1498),fille de Robert Boyd, 1er lord Boyd qui lui donne sept enfants, dont quatre fils :
- George Douglas († 1513), Maître d'Angus ; père d'Archibald Douglas
- William Douglas de Glenbervie († 1513) (en), ancêtre des comtes d'Angus postérieurs ;
- Gavin Douglas (v. 1476-1522), poète et évêque de Dunkeld en 1515 ;
- Archibald Douglas de Kilspindie († peu avant 1540), administrateur et trésorier d'Écosse ;

À l'été 1500, en secondes noces, il épouse Katherine Stirling, fille de Sir William Stirling de Keir. Ils n'ont pas d'enfants et se séparent (ou divorcent) en 1512.
Le comte d'Angus est connu pour avoir eu de nombreuses maîtresses. Janet, fille de John Kennedy, 2e lord Kennedy, est l'une d'entre elles.